# Kan paskval
Kan paskval (kat. Can Pasqual), samoodrživi socijalni centar, skvotirana je farma na Koljseroli, planini pored Barselone, Španija. 
Mesto je naseljeno decembra 1996. od strane grupe ljudi koji veruju u samoodrživost, organsko uzgajanje (permakulturu), skvotiranje i nepokoravanje sistemu. Od tada su se mnoge grupe pridružile Kan pasvkalu stvarajući mrežu kreativnog otpora: ženske grupe, drugi skvoteri, anarhisti, antimilitaristi i ostali. Stalno se održavaju radionice, sastanci i diskusije na teme ekonomske globalizacije, čistih energija i alternative automobilskom transportu. Prave makrobiotičke hlebove za sebe i za druge socijalne centre u Barseloni. 
Učestvovali su u drugom zapatističkom okupljanju protiv neoliberalizma i za čovečanstvo, jula 1997. godine, gde su držali diskusije o alternativnim ekonomijama.